# HD 170547
HD 170547，又名BD-05 4675，SAO 142353、HR 6940，是一颗恒星，视星等为6.28，位于銀經25.42，銀緯2.08，其B1900.0坐标为赤經18h 24m 53.5s，赤緯-5° 2.08′ 26″。